# Michel Rouzé
Michel Rouzé est un pseudonyme sous lequel travaillait le journaliste scientifique français Michel Kokoczynski, né le 27 août 1910 à Paris et mort le 18 février 2004 au Kremlin-Bicêtre. Il a notamment créé en 1968 l'Association française pour l'information scientifique qu'il a présidé jusqu'en 2003 et fondé les revues Diagrammes et Science et pseudo-sciences. Il a également collaboré à la revue Science et Vie.

## Biographie
Issu de la diaspora polonaise en France, Michieslazc Kokoczynski est fils d'une mère au foyer et d'un père commerçant. Il fait ses classes supérieures au lycée Louis-le-Grand puis des études de lettres et de philosophie en Sorbonne au début des années 1930. Socialiste pivertiste, il milite à la Ligue d'action universitaire républicaine et socialiste (LAURS) et écrit dans l’Université Républicaine, le journal de la LAURS, d’abord sous son nom, puis sous le pseudonyme de Michel Rouzé. Il se marie en novembre 1931 avec Georgette Ango, militante anarchiste qui s'est engagée dans la guerre d'Espagne.
En 1937, Michel Rouzé est rédacteur en chef d’Oran Républicain.
Il se marie a Hugette Dubois (1910-2002) et donne naissance a une fille, Michelle Kokoczynski le 5 août 1938.
Il est mobilisé en 1939. Fait prisonnier, il s’évade en 1942 et participe à la lutte clandestine, ce qui le mène, en 1943, à Alger où il est chargé de relancer la parution d’Alger républicain. Il en sera le rédacteur en chef jusqu’en 1947, à l'époque où le journal reçoit le soutien de l'agence de presse fédérant en majorité des journaux proches ou appartenant au PCF, l'Union française de l'information, cédant ensuite sa place à Boualem Khalfa, premier musulman à diriger la rédaction d'un grand quotidien. De retour en France, il devient, en 1948, rédacteur en chef adjoint du quotidien d’inspiration communiste Ce soir que dirige Aragon. Le journal cesse de paraître en mars 1953 et Rouzé, qui a déjà pris ses distances avec le communisme stalinien, s’éloigne également du journalisme d’opinion pour évoluer vers le journalisme scientifique.
Rédacteur principal de Diagrammes (revue scientifique), dont il prend la direction en 1957. Quand Diagrammes cesse de paraître, Michel Rouzé fonde en 1968 l'Association française pour l'information scientifique et sa revue Science et pseudo-sciences, qui se fixe notamment pour objectif de combattre « les pseudo-sciences et le charlatanisme ». Il restera président de l'association et rédacteur en chef de la revue jusqu'en 1999.
En 1966, il participe également, avec Victor Leduc à la création de la revue Raison présente, proche de l'Union rationaliste dont il est membre.

## Ouvrages
- Frédéric Joliot-Curie, Éditeurs français réunis (EFR), Paris, 1950, 73 p. (avec un texte introductif du Professeur Bernal).
- La Forêt de Quokelunde, Bordas, 1953  (ISBN 2040103937)
- « Les animaux ont-ils des sens inconnus ? », Diagrammes, no 1,‎ mars 1957
- « Vers le zéro absolu », Diagrammes, no 5,‎ juillet 1957
- « La sexualité », Diagrammes, no 27,‎ mai 1959
- « Énergie des marées », Diagrammes, no 31,‎ septembre 1959
- Maroc l'Atlas du voyage 1962
- Robert Oppenheimer et la bombe atomique, Seghers, 1962, 223 p.
- « Monstres de laboratoire », Diagrammes, no 69,‎ novembre 1962
- « L'air pollué que nous respirons », Diagrammes, no 82,‎ décembre 1963
- La Radiesthésie, Hachette, 1978  (ISBN 2010047893)
- La Parapsychologie en question, Hachette, 1979  (ISBN 2010065484)
- Les Nobel scientifiques français, La Découverte, 1988  (ISBN 2707117641)
- Mieux connaître l’homéopathie : de Samuel Hahnemann à Jacques Benveniste, La Découverte, 1989  (ISBN 2707118362)

### Archives
- Inventaire du fonds d'archives de Michel Rouzé conservé à La contemporaine.